# Ɑ̄
Cette page contient des caractères spéciaux ou non latins. S’ils s’affichent mal (▯, ?, etc.), consultez la page d’aide Unicode.
Ɑ̄ (minuscule : ɑ̄), appelé alpha latin macron, est un graphème utilisé dans l’écriture de certaines langues camerounaises dont le nufi. Il s’agit de la lettre alpha latin diacritée d’un macron.

## Représentations informatiques
L’alpha macron peut être représenté avec les caractères Unicode suivant (Alphabet phonétique international, diacritiques, latin étendu C),, :
| formes    | représentations | chaînes de caractères | points de code | descriptions                                     |
| --------- | --------------- | --------------------- | -------------- | ------------------------------------------------ |
| capitale  | Ɑ̄               | Ɑ◌̄                    | U+2C6D U+0304  | lettre majuscule latine alpha diacritique macron |
| minuscule | ɑ̄               | ɑ◌̄                    | U+0251 U+0304  | lettre minuscule latine alpha diacritique macron |